# Cânion de Cassal
Cânion de Cassal (em armênio: Քասաղի կիրճ; romaniz.: Kʼasałi kirč) é um monumento histórico natural da Armênia. Está localizado na província de Aragatsotn, na vila de Salmosavã. Foi incluído na lista de monumentos naturais do Estado de acordo com a decisão do Governo da República da Armênia, adotada em 14 de agosto de 2008.